# Perlejewo (gmina)
Pour les articles homonymes, voir Perlejewo.
La gmina de Perlejewo est une commune rurale polonaise de la voïvodie de Podlachie et du powiat de Siemiatycze. Elle s'étend sur 106,32 km2 et comptait 3 149 habitants en 2006. Son siège est le village de Perlejewo qui se situe à environ 26 kilomètres au nord-ouest de Siemiatycze et à 74 kilomètres au sud-ouest de Bialystok.

## Villages
La gmina de Perlejewo comprend les villages et localités de Borzymy, Czarkówka Duża, Czarkówka Mała, Głęboczek, Głody, Granne, Kobyla, Koski Duże, Koski-Wypychy, Kruzy, Leśniki, Leszczka Duża, Leszczka Mała, Miodusy-Dworaki, Miodusy-Inochy, Miodusy-Pokrzywne, Moczydły-Dubiny, Moczydły-Kukiełki, Moczydły-Pszczółki, Nowe Granne, Olszewo, Osnówka, Osnówka-Wyręby, Pełch, Perlejewo, Pieczyski, Poniaty, Stare Moczydły, Twarogi Lackie, Twarogi Ruskie, Twarogi-Mazury, Twarogi-Trąbnica, Twarogi-Wypychy et Wiktorowo.

## Gminy voisines
La gmina de Perlejewo est voisine des gminy de Ciechanowiec, Drohiczyn, Grodzisk et Jabłonna Lacka.